# Гец Баур
Гец Баур (нім. Götz Baur; 1 серпня 1917, Шанхай — 21 березня 2012, Радольфцелль) — німецький офіцер-підводник, капітан-лейтенант крігсмаріне.

## Біографія
5 березня 1935 року вступив на флот. З вересня 1938 року — писар і вахтовий офіцер на есмінці «Ганс Лоді». З листопада 1940 по травень 1941 року пройшов курс підводника. У травні-жовтні 1941 року — 1-й вахтовий офіцер на підводному човні U-552, після чого пройшов курс командира човна. З 8 січня 1942 року — командир U-660, на якому здійснив 3 походи (разом 77 днів у морі). 12 листопада 1942 року в Середземному морі північніше Орану (36°07′ пн. ш. 01°00′ зх. д.) глибинними бомбами британських корветів «Лотус» і «Старворт». 2 члени екіпажу загинули, 45 (включаючи Баура) були врятовані і взяті в полон.
Всього за час бойових дій потопив 2 кораблі загальною водотоннажністю 10 066 тонн і пошкодив 2 кораблі загальною водотоннажністю 10 447 тонн.
| Дата           | Назва корабля          | Тип               | Тоннаж | Вантаж                                                                | Екіпаж | Загинули | Країна             | Конвой |
| -------------- | ---------------------- | ----------------- | ------ | --------------------------------------------------------------------- | ------ | -------- | ------------------ | ------ |
| 10 серпня 1942 | Condylis (пошкоджений) | Торговий пароплав | 4,439  | 6924 тонн зерна і вантажівок                                          | 35     | 9        | Королівство Греція | SC-94  |
| 10 серпня 1942 | Cape Race              | Торговий пароплав | 3,807  | 1230 стандартів деревини (3979 тонн) і 1040 тонн сталі                | 63     | 0        | Британська імперія | SC-94  |
| 10 серпня 1942 | Empire Reindeer        | Торговий пароплав | 6,259  | 5950 тонн генеральних вантажів і державних запасів                    | 65     | 0        | Британська імперія | SC-94  |
| 10 серпня 1942 | Oregon (пошкоджений)   | Торговий пароплав | 6,008  | 8107 тонн генеральних вантажів, включаючи продукти харчування і сталь | 41     | 2        | Британська імперія | SC-94  |

## Звання
- Кандидат в офіцери (5 квітня 1935)
- Морський кадет (25 вересня 1935)
- Фенріх-цур-зее (1 липня 1936)
- Оберфенріх-цур-зее (1 січня 1938)
- Лейтенант-цур-зее (1 квітня 1938)
- Оберлейтенант-цур-зее (1 жовтня 1939)
- Капітан-лейтенант (1 листопада 1942)

## Нагороди
- Медаль «За вислугу років у Вермахті» 4-го класу (4 роки)
- Залізний хрест
  - 2-го класу (1939)
  - 1-го класу (1941)
- Нагрудний знак есмінця (1940)
- Нагрудний знак підводника (27 серпня 1941)